# Bull Allen

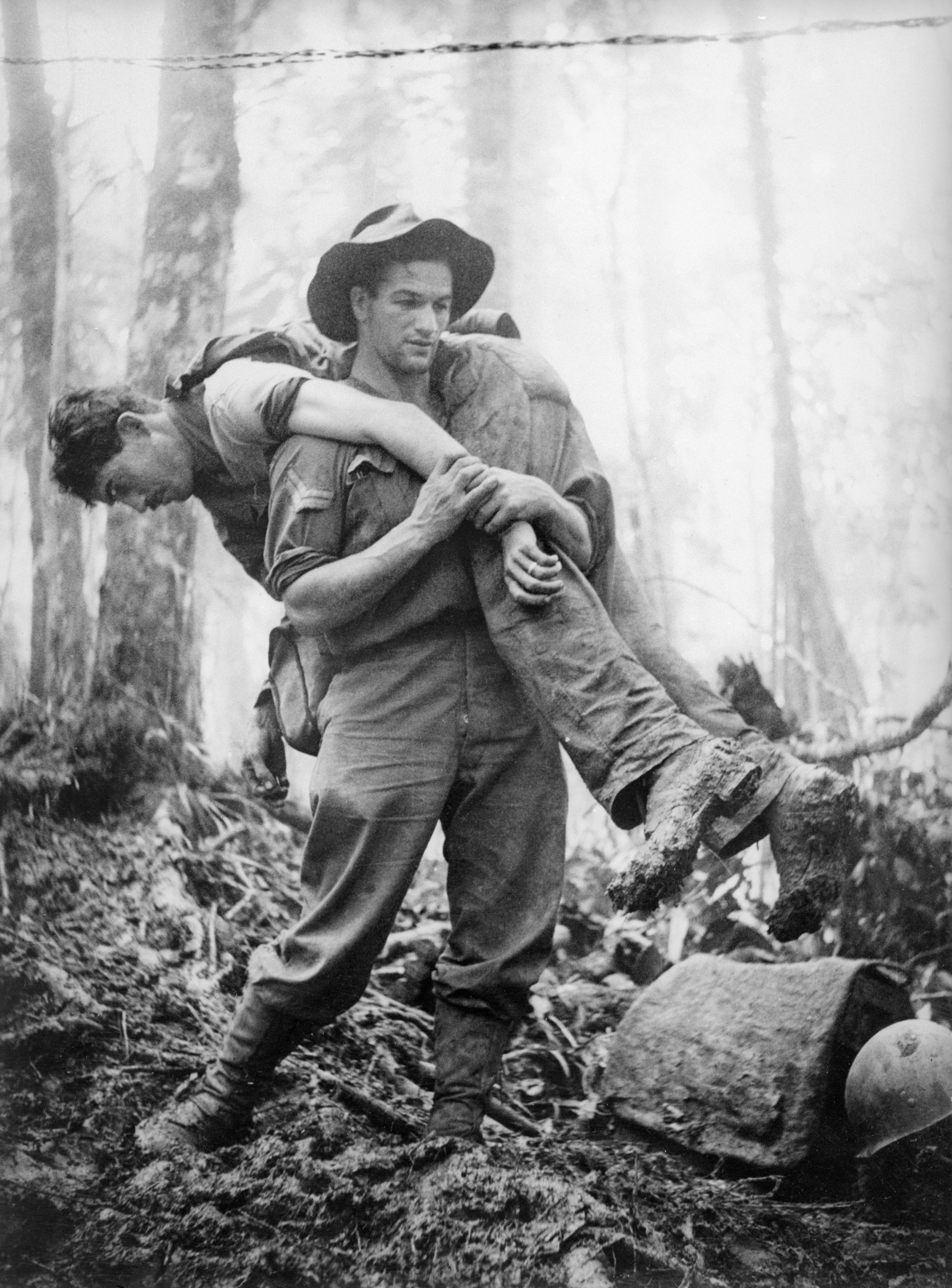
Leslie „Bull“ Allen bei der Schlacht von Mount Tambu

Leslie Clarence „Bull“ Allen, auch Leslie Charles Allen (* 9. November 1916 in Ballarat East, Victoria; † 11. Mai 1982 ebenda) war ein australischer Soldat im Zweiten Weltkrieg und Träger des US-amerikanischen Ordens Silver Star und der britischen Military Medal. Seine Bekanntheit verdankt er seinem Einsatz in der Schlacht von Mount Tambu, bei der er zwölf amerikanische Soldaten unter gegnerischem Feuer rettete.

## Leben

### Kindheit und Jugend
Bull Allen wurde als zweiter Sohn des Arbeiters Clarence Walter Allen und seiner Frau Ruby Ethel geboren. Seine frühe Kindheit wurde von häuslicher Gewalt geprägt, bis er im Alter von 8 verlassen wurde und in ein Waisenhaus kam. Mit ungefähr 12 Jahren begann Allen zu arbeiten, hauptsächlich als Hilfsarbeiter auf einer Farm.

### Zeit in der Armee
Am 9. September 1940 meldete er sich freiwillig zur Australian Imperial Force. Er gab seinen zweiten Vornamen als Clarence an und sein Geburtsjahr als 1918.
Er wurde als Verstärkung für das 2/5th Battalion nach Nordafrika versetzt und in der D-Kompanie als Krankenträger eingesetzt. Dort bekam er seinen Spitznamen „Bull“, da er beim Australian Football wie ein „Bulle“ angriff. Während des Libyenfeldzugs zeigte er sich als guter Soldat, doch wurde er wegen einer Angstneurose ins Lazarett gebracht. Er kehrte zum Bataillon kurz vor dem Syrienfeldzug zurück.
Das 2/5th Bataillon verließ den Nahen Osten im März 1942, diente kurze Zeit in Sri Lanka und Australien, und wurde im Oktober nach Papua-Neuguinea versetzt. Trotz einer Malariaerkrankung wurde Allan bei der Verteidigung von Wau mit seinem Bataillon eingesetzt. Dort wurde ihm die Military Medal verliehen, nachdem er mehrere verwundete Männer unter schwerem Gewehrfeuer gerettet hatte. Im April wurde er zum Korporal befördert.
Nach einem fehlgeschlagenen amerikanischem Angriff in der Schlacht von Mount Tambu (Halbinsel Salamaua, Papua-Neuguinea) lagen 50 Verwundete auf dem Schlachtfeld. Zwei Mediziner wurden beim Versuch, sie zu retten, getötet. Allen brachte unter Gewehrfeuer zwölf amerikanische Soldaten zu seinem Camp, indem er sie nacheinander auf seinen Schultern trug. Für diese Verdienste wurde ihm die Silver Star Medal verliehen; die amerikanische Öffentlichkeit sah ihn als Kriegshelden an. Auch die First Lady Eleanor Roosevelt unterhielt mit ihm eine Brieffreundschaft. Später benannte er seine Tochter Eleanor nach ihr.
Er litt gesundheitlich unter den Folgen des Kriegseinsatzes – unter anderem wurde er vorübergehend unfähig zu sprechen – und wurde daher aus medizinischen Gründen aus dem Militärdienst entlassen.

### Späteres Leben
In der Zeit seiner Erholung lebte er bei seinem Onkel. Am 23. April 1949 heiratete er die Armee-Krankenschwester Jean Elizabeth Floyd. Er war zuerst als Arbeiter tätig, später als Krankenpfleger im Krankenhaus von Ballarat.

## Nach seinem Tod
Historiker fordern, dass Leslie Allen postum für seine Taten in der Schlacht von Mount Tambu das Victoria Cross, die höchste Auszeichnung in der australischen Armee, erhalten sollte.
Eine Kantine der Puckapunyal Army Base wurde nach ihm benannt, womit erstmals ein Teil eines Armeestützpunktes nach einem Soldaten benannt wurde, der nicht Träger des Victoria Cross ist.